# Escacs d'amor
Escacs d'amor, o Hobra intitulada scachs d'amor feta per don Franci de Castelví e Narcís Vinyoles e Mossen Fenollar, en el seu títol original complet, és una obra poètica cooperativa, escrita en valencià per Francesc de Castellví, Narcís Vinyoles i Bernat Fenollar, tots ells valencians. L'obra escrita en cap a 1475 -en el Segle d'or valencià-, té l'aparença formal d'una disputa, i baix el fil conductor d'una partida d'escacs, que hi està referida íntegrament, s'hi plantegen situacions galants, a partir del simbolisme atorgat a cadascuna de les peces que entren en acció, o a ço de les que es veuen afectades per ella; així mateix s'hi expliquen algunes de les regles del joc i la lliçó moral que es pot extraure de cada jugada.
A Escacs d'amor s'hi reprodueix per primera vegada en la història una partida d'escacs amb les regles modernes del joc, i que s'estengueren ràpidament per Europa a partir de la publicació en 1495 del tractat d'escacs de Francesc Vicent, jueu valencià convers que aviat hauria de fugir a Itàlia.

## Pla de l'obra
L'obra es planteja com a la típica disputa poètica, de moda en el segle xv, entre dos rivals moderats per un àrbitre o jutge, però la seua complexitat formal només permet la seua culminació reeixida a partir d'una planificació prèvia per part dels autors.
El poema conté 64 estrofes, que corresponen al nombre de les caselles de l'escaquer, cadascuna té 9 versos; les estrofes s'agrupen de 3 en 3, la primera representa el moviment de les peces vermelles, (Castellví), la segona, el de les verdes, (Vinyoles) i la tercera, un comentari de l'àrbitre sobre les regles i un judici moral escaient (Fenollar). Les tres primeres estrofes són de presentació i la resta de desenrotllament de la partida, sent la darrera la del mat.

## La partida
Castellví, juga amb les peces vermelles, que corresponen a les actuals blanques, i porta el joc de Mart; el seu crit de guerra és Amor; el Rei és la Raó, la Dama o Reina la Voluntat, els Rocs o Torres, els Desigs, els Cavalls les Lloances, els Orfils o Alfils, els Pensaments i els Peons els Serveis.
Vinyoles, juga amb les verdes, l'equivalent modern de les quales serien les negres, porta el joc de Venus; el seu crit de guerra és Glòria; el Rei és Honor, la Dama la Bellesa, els Rocs la Vergonya, els Cavalls Desdenys, els Alfils Dolços esguards i els Peons Cortesies.
La partida és esta:
1.e4 d5 2.exd5 Dxd5 3.Cc3 Dd8 4.Ac4 Cf6 5.Cf3 Ag4 6.h3 Axf3 7.Dxf3 e6 8.Dxb7 Cbd7 9.Cb5 Tc8 10.Cxa7 Cb6 11.Cxc8 Cxc8 12.d4 Cd6 13.Ab5+ Cxb5 14.Dxb5+ Cd7 15.d5 exd5 16.Ae3 Ad6 17.Td1 Df6 18.Txd5 Dg6 19.Af4 Axf4 20.Dxd7+ Rf8 21.Dd8#
Esta partida és la primera de la història, en la qual s'emprén les regles modernes dels escacs, de la qual nos n'ha quedat un registre íntegre. Segurament no fou una partida realment jugada, sinó inventada i prèviament dissenyada per tal que s'encabra a les dimensions del poema, 64 estrofes per cadascuna de les caselles del tauler. Presenta el primer registre històric del moviment actual de la dama, cosa que, pràcticament, tanca les innovacions del reglament dels escacs, tal com se coneixen hui.

## Importància del poema
Si des del punt de vista formal el poema és una filigrana que acredita la complexitat tècnica que assolí el català a finals del segle xv, en el context valencià, és en la història dels escacs on assoleix el seu màxim interès, ja que documenta per primera vegada la nova funció i moviments de la dama (que substitueix l'antic alferes), redefineix la mobilitat de l'alfil i registra la jugada de l'enroc; així mateix esbossa les regles modernes del joc, i les reflecteix clarament en una partida sencera que és representada per primera vegada.
El poema és un clar precedent del llibre de Francesc Vicent Llibre dels jochs partits dels escacs en nombre de cent, publicat el 1495, que serví de referència a tota la literatura posterior sobre els escacs, cosa que situa en el context cultural català, i específicament en el valencià, l'origen de la forma moderna de jugar-lo, en contraposició a les teories itàliques o castellanes, que es fonamenten en proves de data posterior.